# 郷之原デジタルテレビ中継局
郷之原デジタルテレビ中継局（ごうのはらデジタルテレビちゅうけいきょく）は、宮崎県日南市にあるデジタルテレビ中継局である。

## 概要
日南市北郷町の郷之原地区（JR日南線北郷駅周辺地域）を放送区域としている。

## 放送設備

### 所在地
- 宮崎県日南市北郷町郷之原乙（北郷町総合支所の東方高地）

### 地上デジタルテレビ放送
| ID | 放送局名      | 放送局名      | 物理チャンネル | 空中線電力 | ERP   | 放送対象地域 | 放送区域内世帯数 |
| -- | ------------- | ------------- | -------------- | ---------- | ----- | ------------ | ---------------- |
| 1  | NHK宮崎       | 総合          | 28ch           | 50mW       | 420mW | 宮崎県       | 1,070世帯        |
| 2  | NHK宮崎       | Eテレ         | 26ch           | 50mW       | 420mW | 全国         | 1,070世帯        |
| 3  | UMKテレビ宮崎 | UMKテレビ宮崎 | 32ch           | 50mW       | 420mW | 宮崎県       | 1,070世帯        |
| 6  | MRT宮崎放送   | MRT宮崎放送   | 30ch           | 50mW       | 420mW | 宮崎県       | 1,070世帯        |

#### 補足
- 2009年10月16日予備免許交付、同10月28日試験放送開始、同11月30日本放送開始[2]。
- 実効輻射電力（ERP）：NHK総合・Eテレ、UMKテレビ宮崎、MRT宮崎放送いずれも420mWである[3][4][5][6]。